# Австрия на зимних Олимпийских играх 1960
Австрия принимала участие в Зимних Олимпийских играх 1960 года в Скво-Велли (США) в восьмой раз за свою историю, и завоевала две серебряные, одну золотую и три бронзовые медали. Сборная страны состояла из 26 спортсменов (17 мужчин, 9 женщин). 
| Австрия на олимпиаде 1960 года в Скво-Велли | Австрия на олимпиаде 1960 года в Скво-Велли | Австрия на олимпиаде 1960 года в Скво-Велли | Австрия на олимпиаде 1960 года в Скво-Велли | Австрия на олимпиаде 1960 года в Скво-Велли |
| Медали                                      | Спортсмены                                  | Вид спорта                                  | Дисциплина                                  |                                             |
| ------------------------------------------- | ------------------------------------------- | ------------------------------------------- | ------------------------------------------- | ------------------------------------------- |
| Золото                                      | Эрнст Хинтерзер                             | Горнолыжный спорт                           | Слалом, мужчины                             |                                             |
| Серебро                                     | Матиас Ляйтнер                              | Горнолыжный спорт                           | Слалом, мужчины                             |                                             |
| Серебро                                     | Йозеф Штиглер                               | Горнолыжный спорт                           | Слалом, мужчины                             |                                             |
| Бронза                                      | Эрнст Хинтерзер                             | Горнолыжный спорт                           | Гигантский слалом, мужчины                  |                                             |
| Бронза                                      | Траудль Хехер                               | Горнолыжный спорт                           | Скоростной спуск, женщины                   |                                             |
| Бронза                                      | Отто Леодольтер                             | Прыжки на лыжах с трамплина                 | мужчины                                     |                                             |